# Knallerfrauen
Knallerfrauen est une série télévisée humoristique allemande en quatre saisons réalisée par Marco Musienko (de) et diffusée de 2011 à 2015 sur la chaîne Sat.1. Il s'agit de la première série créée par Martina Hill. La quatrième saison est diffusée du 16 octobre au 7 novembre 2015,.

## Synopsis
Martina Hill joue différents rôles de la vie quotidienne. L'humour réside dans le constraste entre les apparitions inhabituelles de Hill et les réactions plutôt banales des autres protagonistes. Les blagues et les sketches sont inspirés de la série française Vous les femmes.

## À l'international
Knallerfrauen rencontre un grand succès en Chine, si bien qu'une version chinoise de la série est produite.

## Distribution
| Acteur/Actrice           | Rôle             | Saison |
| ------------------------ | ---------------- | ------ |
| Martina Hill             | différents rôles | 1–     |
| Maja Beckmann            | différents rôles | 1–     |
| Matthias Deutelmoser     | différents rôles | 1–     |
| Michael Krabbe           | différents rôles | 1–     |
| Marc Benjamin Puch       | différents rôles | 1–     |
| Tjadke Biallowons        | différents rôles | 2– 4   |
| Anna Schäfer             | différents rôles | 1–     |
| Jasper Smets             | différents rôles | 1–     |
| Claus Dieter Clausnitzer | Père             | 1–     |
| Peggy Lukac              | Mère             | 1–     |
| Alexander Koll           | différents rôles | 2–     |
| Andreas Jancke           | différents rôles | 4–     |
| Maurizio Magno           | Enfant           | 1–2    |
| Lara Sophie Schmitz      | Bébé             | 1–2    |

## Réception

### Audience
Le 25 novembre 2011, le premier épisode de Knallerfrauen rassemble 2,78 millions de téléspectateurs (soit une part d'audiences de 10,7 %), dont 2,07 millions de 14-49 ans (soit 19,2 % des audiences dans cette catégorie).
En moyenne, la première saison est visionnée par 1,76 million de téléspectateurs (soit une part d'audiences de 7,5 %), dont 1,21 million de 14-49 ans (soit 12,3 % des audiences dans cette catégorie).
La série rassemble en moyenne 1,4 million de téléspectateurs en 2012, 1,1 million en 2014 et 1,4 million en 2015.

### Récompenses
- Deutscher Comedypreis
  - 2012 : lauréat de la catégorie Beste Sketchcomedy
  - 2013 : nommée dans la catégorie Beste Sketchcomedy
  - 2014 : nommée dans la catégorie  Beste Sketchcomedy
  - 2016 : nommée dans la catégorie  Beste Sketch-Show
- Prix de la télévision allemande (de)
  - 2012 : lauréat de la catégorie Beste Comedy
  - 2014 : nommée dans la catégorie Beste Comedy
- prix Grimme
  - 2016 : nommée dans la catégorie Unterhaltung/Spezial pour Martina Hill